# Meilleur Ouvrier de France

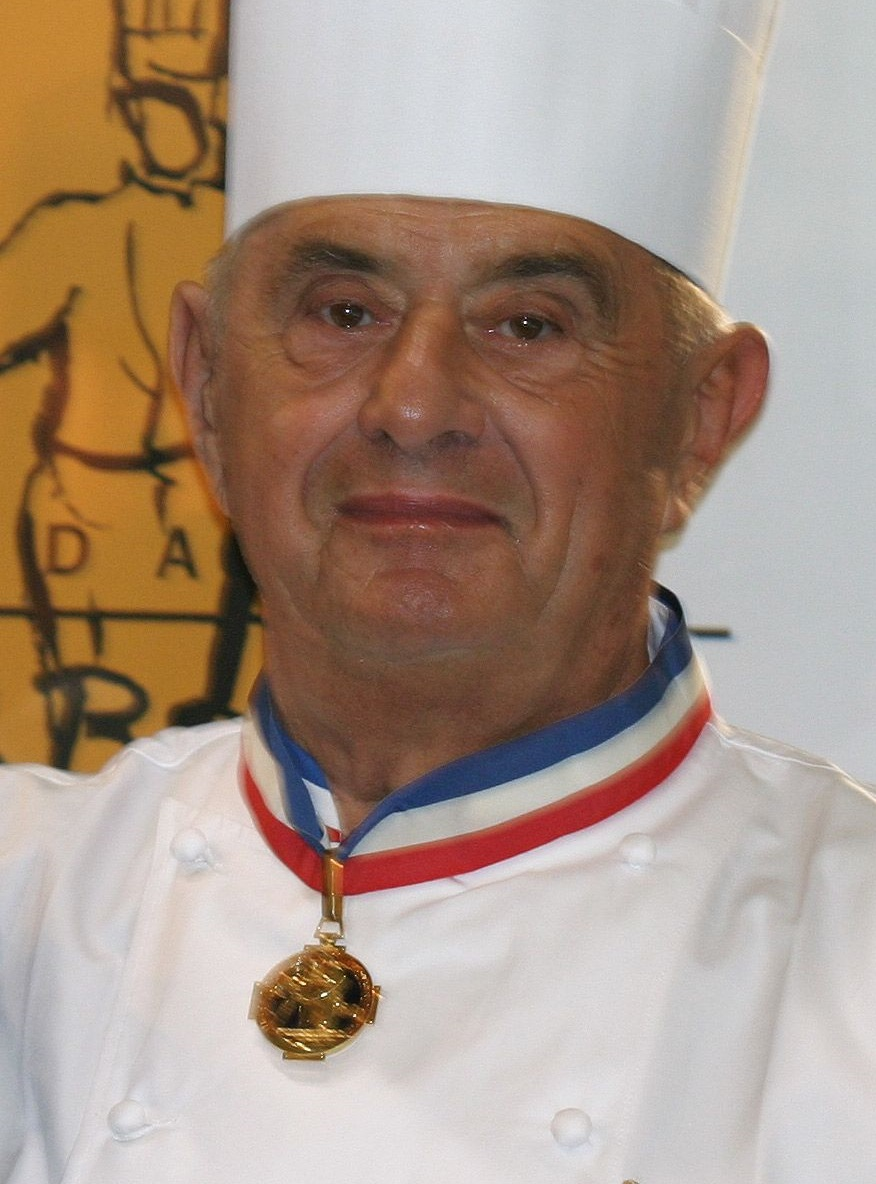
Paul Bocuse mit seiner Meilleur Ouvrier de France-Medaille

Meilleur Ouvriers de France ist ein Titel in Frankreich, der durch einen alle vier Jahre abgehaltenen, handwerklichen Wettbewerb vergeben wird.
Der Titel „Meilleur Ouvrier de France“ (Bester Handwerker Frankreichs), abgekürzt „M.O.F.,“ wird dabei an herausragende Vertreter der verschiedenen Handwerke vergeben. Gewinner erhalten eine Medaille, die sie lebenslang tragen dürfen. Paul Bocuse etwa trat in der Öffentlichkeit meist mit seiner Meilleur Ouvrier de France-Medaille auf.
Erstmals vergeben wurde der Titel im Jahre 1924. Die Schirmherrschaft des Wettbewerbs liegt beim französischen Arbeitsministerium; organisiert wird der Wettbewerb durch die „Société des Meilleurs Ouvriers de France“.